# Resorte de torsión

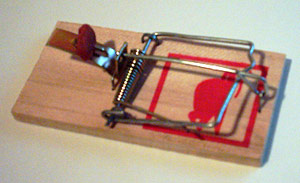
Una trampa para ratones con un resorte helicoidal de torsión.

Un resorte de torsión es un tipo de muelle que trabaja cuando se somete a torsión, esto es, mediante su elasticidad es capaz de almacenar energía mecánica cuando es girado y puede devolverla en forma de un movimiento de giro cuando se libera. La cantidad de fuerza que libera es proporcional al ángulo total en que se ha girado. Existen dos tipos:
- La barra de torsión es una pieza prismática recta y rígida de metal o goma, que al ser retorcida absorbe la fuerza aplicada alrededor de su eje mediante tensión cortante cuando se ejerce un esfuerzo de torsión en alguno de sus extremos. De este principio también se deriva otro resorte más delicado, denominado fibra de torsión, que consiste en un alambre metálico o en una fibra de sílice, cuarzo fundido o seda tensada por el efecto de un peso, que puede retorcerse libremente sobre su eje, y que se usa en aparatos de medición muy sensibles como los péndulos de torsión.

- El otro tipo es el resorte helicoidal de torsión, que se compone de un alambre metálico o de un fleje enrollado en forma de hélice sobre el cual se ejercen momentos flectores en los extremos. Aunque la hélice completa pueda considerarse como un tornillo sometido a torsión, en realidad el alambre en sí mismo no está sometido a torsión, por lo que la terminología puede resultar confusa. Esta situación es especialmente patente en los resortes espirales, donde el fleje que forma el muelle (a pesar de que al tensarlo debe arrollarse sobre un eje aplicando un momento de giro) no experimenta una torsión propiamente dicha, sino que en realidad trabaja a flexión como si fuese una ballesta arrollada sobre sí misma.

## Coeficiente de torsión

La barra de torsión es un ejemplo de resorte de torsión sometido a un esfuerzo de torsión efectivo.

Mientras que el resorte no alcance su límite elástico, el resorte de torsión debe obedecer la forma angular de la ley de Hooke:
{\displaystyle \tau =-\kappa \theta \,}
donde {\displaystyle \tau \,} es el esfuerzo de torsión ejercido por el resorte en newton-metros, y {\displaystyle \theta \,} es el ángulo de giro desde la posición de equilibrio en radianes. {\displaystyle \kappa \,} es una constante con unidades de newton-metros/radianes, que se le llama el coeficiente de torsión, módulo elástico de torsión, ratio o simplemente constante elástica del muelle, igual al esfuerzo de torsión requerido para girar el resorte un ángulo de 1 radián. Este coeficiente es análogo al coeficiente elástico lineal. El signo negativo indica que la dirección del resorte es contrario a la dirección del giro.
La energía U, en julios, almacenada en el resorte de torsión es:
{\displaystyle U={\frac {1}{2}}\kappa \theta ^{2}}

## Usos
Algunos ejemplos familiares del uso de resortes de torsión son las pinzas de la ropa y las trampas para ratones tradicionales. Otros usos menos conocidos son en los mecanismos de contrapeso en las puertas de garaje, o en los mecanismos de apertura de maleteros de coches. Algunos pequeños resortes se usan para equipos electrónicos como tapaderas de cámaras digitales o reproductores de CD. Otros usos más específicos son:
- Barra de suspensión de torsión ha sido utilizado en la suspensión de vehículos desde 1934 en el Citroën Traction Avant. El Volkswagen Beetle o el Porsche 911 son los ejemplos más populares, pero también se han usado ampliamente en vehículos armados desde la Segunda Guerra Mundial y en la actualidad es común en los SUV's.
- La barra estabilizadora usada en los sistemas de suspensión de vehículos también usa el principio del resorte de torsión.
- El péndulo de torsión usado en el reloj de péndulo de torsión se compone de un peso suspendido con forma de rueda que está colgado de un cable o alambre que sirve de resorte de torsión. El peso rota alrededor del eje del alambre en vez de oscilar como un péndulo ordinario. La fuerza elástica del alambre al ser retorcido revierte la dirección de rotación, por lo que la rueda unida al cable cambia su sentido de giro tras una serie de vueltas, dirigiendo así los mecanismos del reloj.

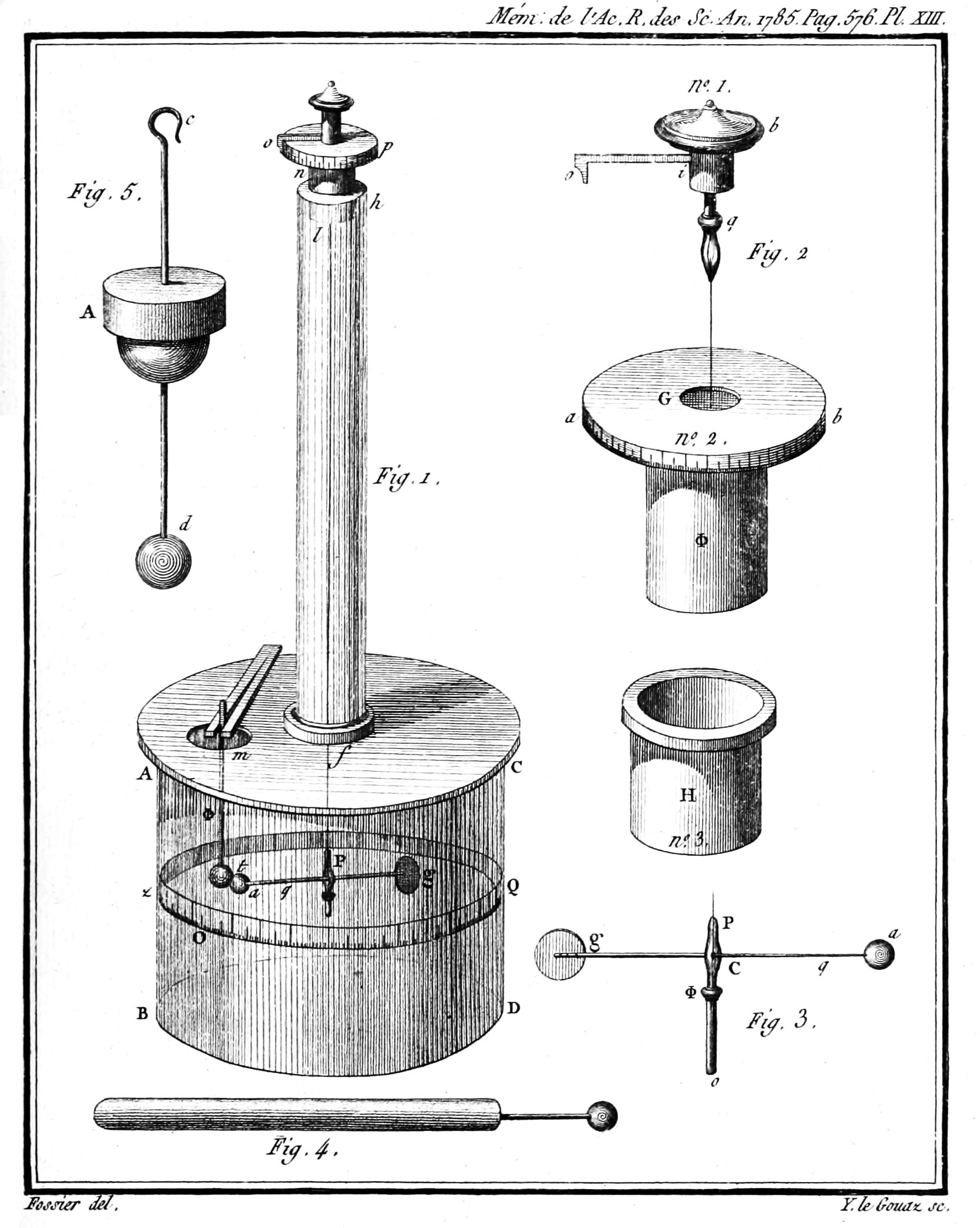
Dibujo de la balanza de torsión de Coulomb.

- El mismo principio se utiliza en las balanzas de torsión, un aparato científico para medir fuerzas muy débiles. Su diseño se cree que pudo ser obra de Charles-Augustin de Coulomb, quien la ideó en 1777, aunque John Michell también diseñó independientemente en 1783 un dispositivo similar, del que se valió Henry Cavendish para calcular con extraordinaria precisión la densidad de la Tierra en 1789, gracias al célebre Experimento de Cavendish.
- La catapulta de torsión o mangana es un ingenio de asedio medieval inventado en la Grecia Antigua. Se basa en la torsión de un resorte mediante cuerdas enrolladas que consiguen propulsar el brazo de la catapulta lanzando proyectiles con una gran fuerza.
- El resorte regulador es un muelle espiral usado en los relojes mecánicos (realizando la función de oscilador armónico en los relojes de pulsera) que se basa en el principio del resorte de torsión.
- El muelle espiral (una lámina metálica flexible que se puede arrollar alrededor de un eje) se utiliza como resorte motor en los tradicionales "relojes de cuerda", en los que el mecanismo se denomina barrilete. También fue muy utilizado como acumulador de energía mecánica (antes de la generalización del uso de los motores eléctricos) en dispositivos como los gramófonos primitivos, que se accionaban dándoles cuerda. Este sistema ha perdurado en los tradicionales juguetes de cuerda, y en los dispositivos recogecables incorporados en motosierras, aspiradores, correas extensibles para perros o mecanismos de algunos tipos de persianas.

## Osciladores armónicos torsionales
| Término                       | Unidad                                                     | Definición                                                       |
| ----------------------------- | ---------------------------------------------------------- | ---------------------------------------------------------------- |
| {\displaystyle \theta \,}     | rad                                                        | Ángulo de deflexión respecto a la posición de equilibrio         |
| {\displaystyle I\,}           | {\displaystyle \mathrm {kg\,m^{2}} \,}                     | Momento de inercia                                               |
| {\displaystyle C\,}           | {\displaystyle \mathrm {kg\,m^{2}\,s^{-1}\,{rad}^{-1}} \,} | Fricción rotacional (amortiguamiento)                            |
| {\displaystyle \kappa \,}     | {\displaystyle \mathrm {N\,m\,{rad}^{-1}} \,}              | Coeficiente de torsión del resorte                               |
| {\displaystyle \tau \,}       | {\displaystyle \mathrm {N\,m} \,}                          | Momento torsor                                                   |
| {\displaystyle f_{n}\,}       | Hz                                                         | Frecuencia natural de resonancia (sin amortiguación)             |
| {\displaystyle T_{n}\,}       | s                                                          | Período natural de oscilación (sin amortiguación)                |
| {\displaystyle \omega _{n}\,} | {\displaystyle \mathrm {rad\,s^{-1}} \,}                   | Frecuencia natural de resonancia (sin amortiguación) en radianes |
| {\displaystyle f\,}           | Hz                                                         | Frecuencia de resonancia amortiguada                             |
| {\displaystyle \omega \,}     | {\displaystyle \mathrm {rad\,s^{-1}} \,}                   | Frecuencia de resonancia amortiguada en radianes                 |
| {\displaystyle \alpha \,}     | {\displaystyle \mathrm {s^{-1}} \,}                        | Constante de tiempo amortiguado recíproca                        |
| {\displaystyle \phi \,}       | rad                                                        | Fase del ángulo de oscilación                                    |
| {\displaystyle L\,}           | m                                                          | Distancia al eje del punto de aplicación de fuerzas              |

Los péndulos, las ruedas y los resortes de torsión son ejemplos de osciladores armónicos de torsión que pueden oscilar con un giro rotacional alrededor de su eje de torsión, en sentido horario o antihorario.
Su comportamiento es análogo al de los osciladores longitudinales resorte-masa, siendo la ecuación general del movimiento:
{\displaystyle I{\frac {d^{2}\theta }{dt^{2}}}+C{\frac {d\theta }{dt}}+\kappa \theta =\tau (t)}
Si la amortiguación es pequeña,
{\displaystyle C\ll {\sqrt {\frac {\kappa }{I}}}\,},
que es el caso de los péndulos y las ruedas de torsión, la frecuencia de vibración es muy cercana a la de resonancia mecánica del sistema:
{\displaystyle f_{n}={\frac {\omega _{n}}{2\pi }}={\frac {1}{2\pi }}{\sqrt {\frac {\kappa }{I}}}\,}
Análogamente, el período es representado por:
{\displaystyle T_{n}={\frac {1}{f_{n}}}={\frac {2\pi }{\omega _{n}}}=2\pi {\sqrt {\frac {I}{\kappa }}}\,}
La solución general en este caso en que no hay fuerzas conductoras ({\displaystyle \tau =0\,}), llamada la solución transitoria, es:
{\displaystyle \theta =Ae^{-\alpha t}\cos {(\omega t+\phi )}\,}
donde:
{\displaystyle \alpha =C/2I\,}
{\displaystyle \omega ={\sqrt {\omega _{n}^{2}-\alpha ^{2}}}={\sqrt {\kappa /I-(C/2I)^{2}}}\,}